# شيلا كينيدي (مهندسة معمارية)
شيلا كينيدي (بالإنجليزية: Sheila Kennedy) هي مهندسة معمارية أمريكية، ولدت في 1959.